# Asteroid City
Asteroid City és una pel·lícula de comèdia romàntica de ciència-ficció de 2023 dirigida i coproduïda per Wes Anderson, escrita pel propi Anderson i a partir d'una història seva i de Roman Coppola. S'ha subtitulat al català.
La sinopsi oficial de la pel·lícula és la següent: "L'itinerari d'una convenció Junior Stargazer / Space Cadet (organitzada per reunir estudiants i pares d'arreu del país gràcies a una beca per una competició acadèmica) es veu espectacularment alterat per esdeveniments que canviaran el món". Compta amb un gran repartiment que inclou Jason Schwartzman, Scarlett Johansson, Tom Hanks, Jeffrey Wright, Tilda Swinton, Bryan Cranston, Edward Norton, Adrien Brody, Liev Schreiber, Hope Davis, Steve Park, Rupert Friend, Maya Hawke, Steve Carell, Matt Dillon, Hong Chau, Willem Dafoe, Margot Robbie, Tony Revolori, Jake Ryan i Jeff Goldblum. Gran part de la pel·lícula es va rodar al municipi de Chinchón (Comunitat de Madrid) durant l'estiu de 2021.
Asteroid City s'estrenà al 76é Festival de Cannes el 23 de maig de 2023 a la secció oficial del festival per competir amb la Palma d'Or, tot i que finalment no guanyà. Focus Features la va estrenar als Estats Units en una estrena limitada a les sales el 16 de juny de 2023, abans d'ampliar-se a una estrena a tot el món el 23 de juny de 2023.

## Recepció
Al portal de ressenyes Rotten Tomatoes, Asteroid City té un percentatge d'aprovació del 73% basat en 120 ressenyes, amb una puntuació mitjana de 7,1/10. La crítica consensuada del portal diu el següent: "És poc probable que Asteroid City faci guanyar a Wes Anderson nous adeptes, però aquells que responguin al seu estil característic ho trobaran un retorn a una forma impecable". A Metacritic ha assignat a la pel·lícula una puntuació mitjana ponderada de 75 sobre 100, basada en 39 crítiques, que indica "crítiques generalment favorables".